# 4715 Medesicaste
A 4715 Medesicaste egy kisbolygó a Naprendszerben. Osima Josiaki fedezte fel 1989. október 9-én.